# Pentatrien
Pentatrien är en alken med tre dubbelbindningar, det vill säga en trien, och fem kolatomer. Det är den näst enklaste trienen och liknar pentadien.